# Bekoratsaka
Bekoratsaka è una città e comune del Madagascar situata nel distretto di Mampikony, regione di Sofia. 
La popolazione del comune rilevata nel censimento 2001 era pari a 31 765 unità.